# Карбонвил (Јута)
Карбонвил (енгл. Carbonville) насељено је место без административног статуса у америчкој савезној држави Јута.

## Демографија
По попису из 2010. године број становника је 1.567.
| Група             | 2000.    | 2010.         |
| Белци             | 0 (0,0%) | 1.322 (84,4%) |
| Афроамериканци    | 0 (0,0%) | 5 (0,3%)      |
| Азијати           | 0 (0,0%) | 1 (0,1%)      |
| Хиспаноамериканци | 0 (0,0%) | 193 (12,3%)   |
| Укупно            | 0        | 1.567         |